# Strmovo (gmina miejska Lazarevac)
Strmovo (cyr. Стрмово) – wieś w Serbii, w mieście Belgrad, w gminie miejskiej Lazarevac. W 2011 roku liczyła 318 mieszkańców.